# 光明文化艺术中心
光明文化艺术中心是中国广东省深圳市光明区的公共文化艺术设施。中心占地3.8万平方米，总建筑面积13万平方米。内有能容纳1500观众的剧院和500座音乐厅、美术馆、图书馆、展览馆等，2020年建成。其建筑拥有标志性的旋转楼梯和被称为「光明之眼」的未来主义圆弧入口，获中国建筑鲁班奖。

## 图集

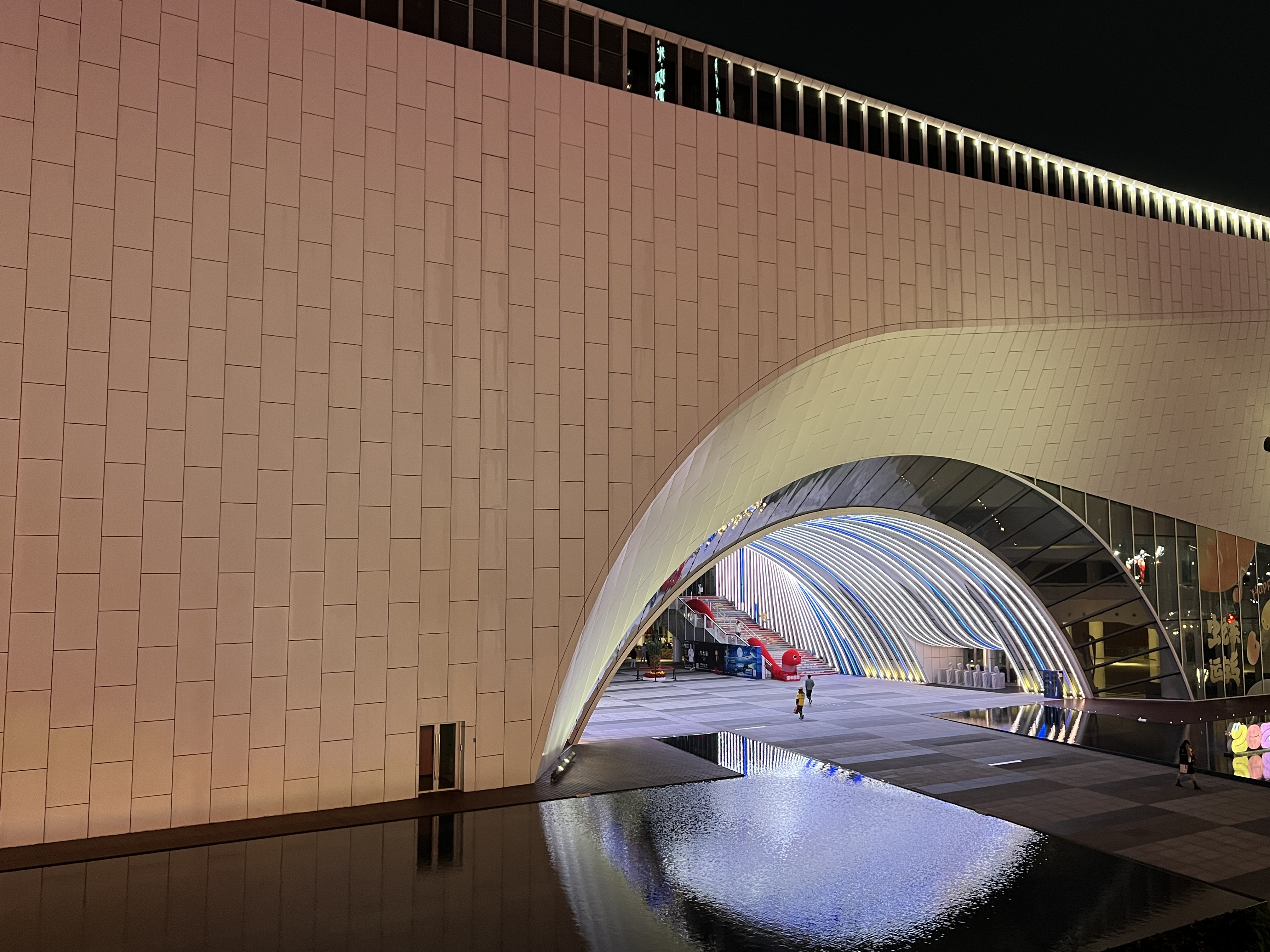
夜景
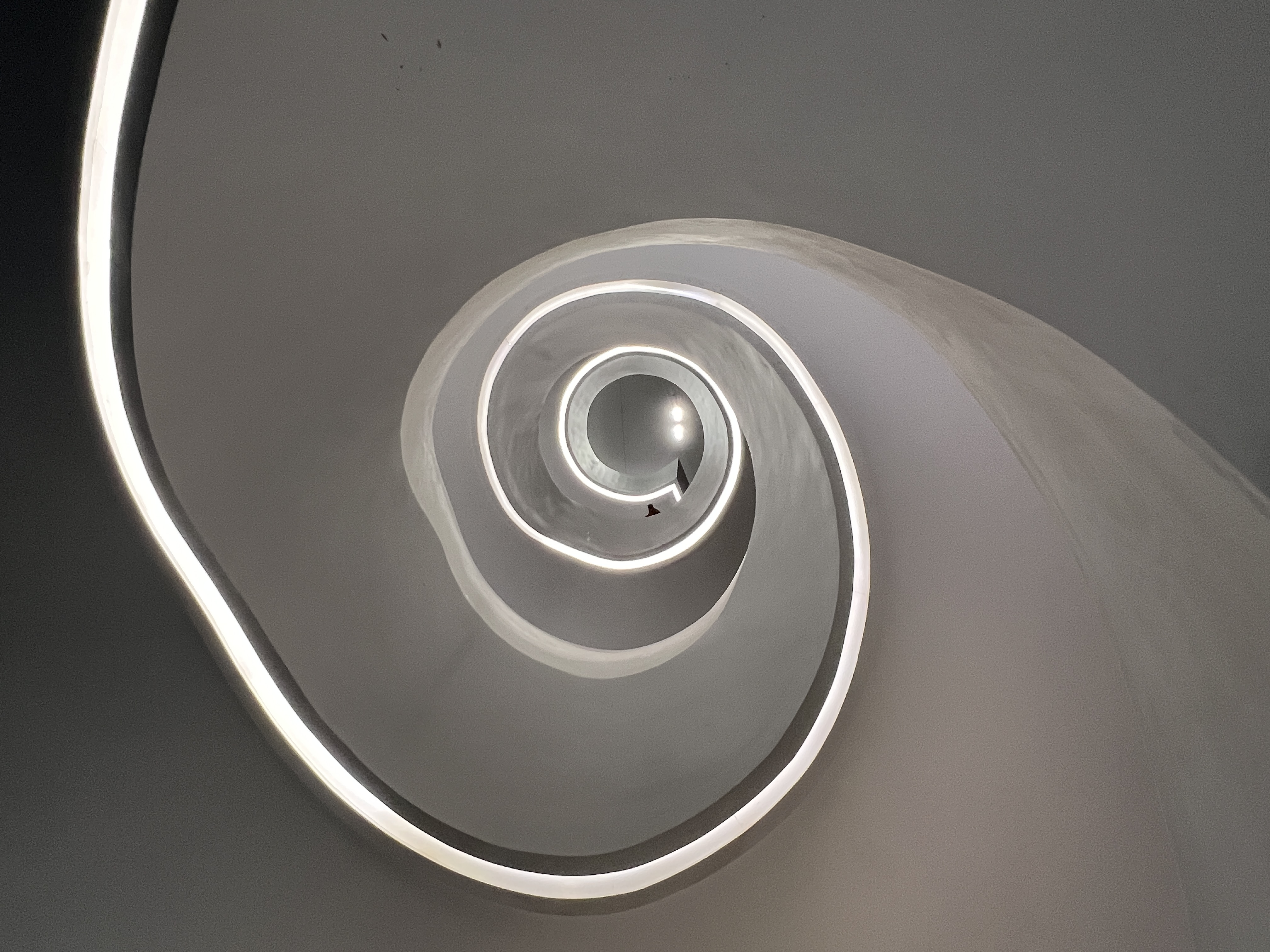
旋转楼梯
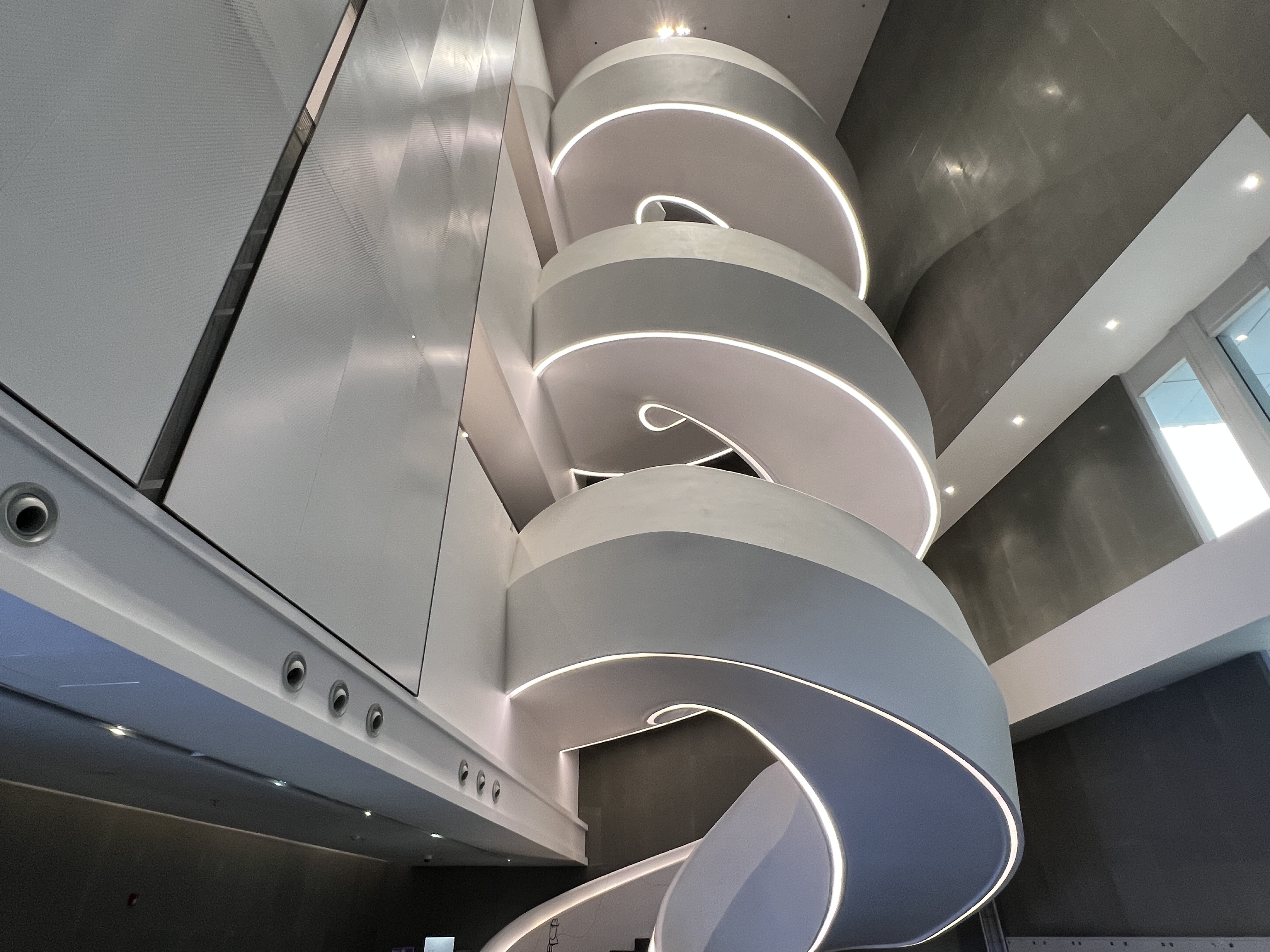
旋转楼梯
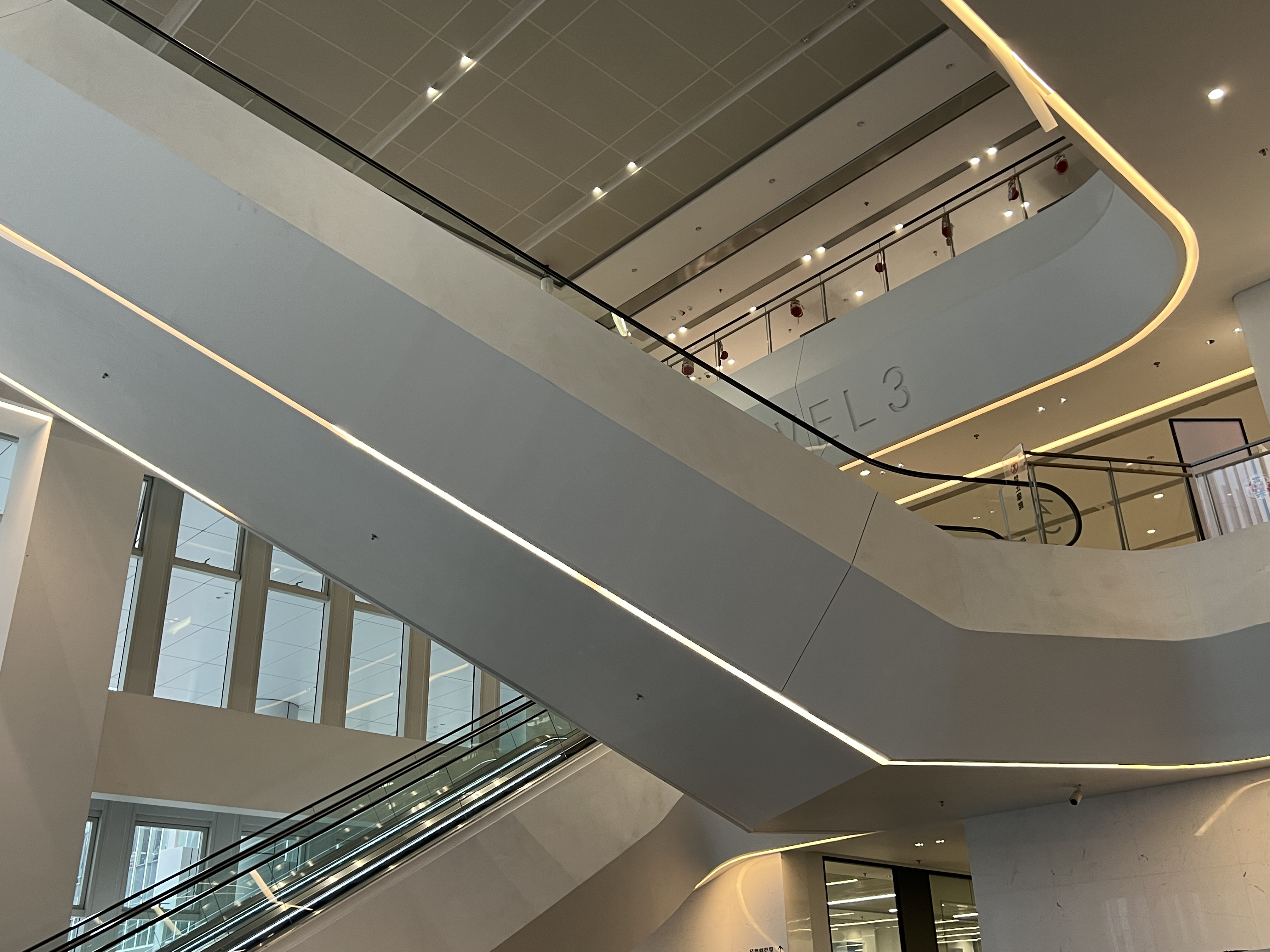
图书馆手扶梯